# Franz von Weyrother
Franz von Weyrother (1755 - 16 de Fevereiro de 1806 foi um General austríaco que participou nas Guerras revolucionárias francesas e nas Guerras Napoleónicas. Weyrother elaborou o plano que teria um resultado desastroso na Batalha de Austerlitz, na qual Napoleão Bonaparte derrotou o exército Austro-Russo, liderado pelo czar Alexandre I da Rússia e pelo imperador Francisco II.